# Pisenor arcturus
Pisenor arcturus là một loài nhện trong họ Barychelidae. Loài này phân bố ờ Zimbabwe.